# Exochus carri
Exochus carri är en stekelart som beskrevs av Otto Schmiedeknecht 1924. Exochus carri ingår i släktet Exochus och familjen brokparasitsteklar. Inga underarter finns listade i Catalogue of Life.